# 吉賽爾
《吉賽爾》 (/dʒɪˈzɛl/; 法語：[ʒizɛl])，原名为 《Giselle, ou les Wilis》 (法語：[ʒizɛl u le vili], 《吉赛尔或威利斯》)，是浪漫芭蕾舞剧 ("ballet-pantomime")，共有两场两幕，音乐由阿道夫·亚当提供。被认为是古典芭蕾表演经典中的杰作，它首次由皇家音乐学院剧院芭蕾舞团在巴黎的佩尔蒂埃厅 1841 年 6 月 28 日演出，由意大利芭蕾舞演员卡洛塔·格雷饰演吉赛尔。这是一场公认的杰作。它非常受欢迎，并立即在欧洲和美国上演。

## 內容摘要
在第一場中，天真純樸的村婦吉賽爾（Giselle）愛上了一個她只知道名字叫萊斯（Loys）的男子。但事實上這名男子其實是個貴族，名叫阿爾博特（Albrecht），為了逃避訂婚妻子才喬裝成農民來到這村落的。及後吉賽爾發現了真相，她心碎得失去了常理，不久便死去。有人說她是由於心碎而死的，也有人認為她是瘋狂之下自殺而死的。
到了第二場，森林中的很多棄婦的亡靈施法逼使來到森林的年輕男子跳舞，至死方休。一日阿爾博特來到吉賽爾的墓前，女鬼們欲對阿爾博特施以毒手之際，原來吉賽爾對阿爾博特的愛沒有因為她自身的死亡而消失，她的靈魂更一再跟女鬼糾纏，從而救回阿爾博特。到了日出時份，吉賽爾在快要跟女鬼們散去之前，向阿爾博特表白自己已原諒他的變節，二人締結愛盟。可惜二人已陰陽永隔，而吉賽爾亦成為了一個精靈。

## 詳細說明
《吉賽兒》是浪漫芭蕾時期的經典代表舞劇，1841年在巴黎歌劇院首演即大獲成功，當時與他合作的有舞蹈設計家柯瑞里（Jean Corali, 1779-1854），擔綱主角吉賽兒的是當時在歐洲嶄露頭角的名舞伶—卡洛塔葛麗西（Carlotta Grisi），以及編導朱爾培羅（1810-1892）。出類拔萃的舞藝和精湛的舞台設計加上優異的編導，配上亞當美妙的芭蕾音樂，獲得成功是想當然爾。
亞當的創作靈感來自於德國詩人亨利希海涅（1797-1856）的妖精故事。中世紀的德國有個古老傳說：「有一位喜愛跳舞的少女，在要結婚前不幸去世了，到了冥界後變成了名叫『薇麗』的舞蹈妖精，每到夜裡會從墳中出來，誘惑年輕人並邀其狂舞而死。」亞當根據這樣的情節為背景，創作了異於以往風格的芭蕾音樂。

## 故事內容
故事的舞台背景是中世紀德國萊茵河畔的一個小村莊，濃密蔥翠的森林，正值青春的吉賽兒被喬裝農夫的艾爾伯特（貴族之子）的風采所吸引，兩人一見鍾情，吉賽兒拒絕了原來在追求她的獵人布拉里昂，艾爾伯特不但深受吉賽兒的喜愛，也相當受到村裡的少男少女歡迎，在這葡萄慶豐收的節日裡，洋溢著牧歌的歡樂，一位領主艾爾伯特來到此地，天真活潑喜愛跳舞的村姑吉賽兒，滿心歡喜領著村裡的少男少女一同熱切的接待著，領主的女兒見到吉賽兒與自己年紀相仿，就開心的相互談論著相互的婚事，她開心的指著自己的戒指表示自己已經有婚約了，想知道吉賽兒的另一半長什麼樣，但是當下遍尋不及，當領主一行人要離開時，留下一個號角，只要村裡有急事就吹這個號角，領主會盡快趕到，領主一行人繼續狩獵的活動，但是在這時布拉里昂，意外發現艾爾伯特（貴族之子）隱藏他貴族服飾換裝的地點，且還發現他的隨身配劍，獵人看著這對相愛的情侶，心中妒忌不平，於是向眾人揭示真相，說出了艾爾伯特的真實身份，拿出了艾爾伯特（貴族之子）隨身配劍當做證明。眾人當下紛紛不信，情急之下獵人拿起了領主的號角，並且用力吹響，領主一行人回到村裡意外發現自己女兒的未婚夫艾爾伯特（貴族之子）一身農民裝扮，這才真相大白。被爱人欺骗的吉賽兒如遭晴天霹靂痛不欲生，悲從中來，獨自狂舞不已，並拔起艾爾伯特的劍刺向自己胸膛，了斷了自己的生命。
死去的吉賽兒如傳說變成了「薇麗」，深夜裡在林中一片廣闊的野地，被女魔王「蜜兒塔」與「薇麗」舞精靈們引出，並加入了這群「薇麗」中，夜夜舞到黎明。獵人布拉里昂最先來到這裡，成了「薇麗」餌食的對象，被接受邀請狂舞致死，隨後艾爾伯特也來悼念吉賽兒了，吉賽兒的幽靈在他身邊若隱若現，圍繞著他而舞，女魔王「蜜兒塔」命令吉賽兒誘惑艾爾伯特，並狂舞不停，但死後仍然愛著艾爾伯特的吉賽兒不忍讓他犧牲性命，因此偷偷告訴艾爾伯特，千萬不可離開墓碑上的十字架。可是當艾爾伯特看到吉賽兒跳著令人神魂顛倒的舞姿時，竟然忘了吉賽兒的警告，忍不住離開了十字架，與她共舞起來，當千鈞一髮危險將至之際，遠處傳來了教堂的黎明鐘聲，艾爾伯特終於心力交瘁昏倒於地，女魔王「蜜兒塔」招回「薇麗」們，吉賽兒在大地中消失了，艾爾伯特從此失去了純潔可愛的吉賽兒了。
這齣具浪漫又富於幻想的芭蕾舞劇，不同於以往的芭蕾音樂，亞當打破了窠臼，給登場的每個人物有其代表性的特定主題與旋律，再配合故事情節加以變化，亞當的作曲新手法，開拓了近代芭蕾舞曲的新里程。他在不算高齡的年紀即離開人世，而他這部淒美動人的芭蕾舞劇，歷久不衰，至今人們仍然沉醉其中。同時吉賽兒這個角色，已成了芭蕾舞者技巧是否成熟的試金石。
因為這是首齣舞劇，芭蕾舞者除了要在舞臺上展現高超技術之外，還要同步呈現戲劇表演技巧。特別在第一幕的末半，吉賽兒因為聽到自己心愛的男友已經訂婚了，這真相並且在眾人面前被拆穿，吉賽兒心裡無法承受這打擊，群舞者也必須同步表現戲劇內容。由無法接受到氣餒、回憶過去點點滴滴、驚慌真相、到驚嚇氣絕身亡。在原始故事鋪陳中，吉賽兒被設定為有心臟病，這一點在第一幕的豐收場景中有刻意的表演出來。
1. ↑  . Dictionary.com Unabridged. Random House.
2. ↑  Greskovic 2005，第304頁